# Texomys
Texomys is een geslacht van uitgestorven knaagdieren, behorend tot de familie Jimomyidae uit de superfamilie Geomyoidea. Het geslacht omvat meerdere soorten die in het Mioceen op het Amerikaanse continent leefden.
Texomys is verwant aan de hedendaagse goffers en wangzakmuizen. Fossielen van dit knaagdier zijn gevonden in de Culebra-kloof in Panama, Texas, Louisiana en Florida. In de afzettingen van de Culebra-kloof is Texomys het algemeenste kleine zoogdier met meer dan dertig gevonden fossiele tanden.